# Нисидзава-но Атама
Нисидзава-но Атама (яп. 西沢ノ頭, также Нисидзава-но Касира) — гора в префектуре Канагава (Япония) северного гребня Ояма восточной части гор Тандзава, высотой 1094 м. От горы Ояма находится на расстоянии примерно в 1,5 км к северу.

## Другие горы рядом
- Мидзухи-но Атама (около 1050 м)
- Ояма (1252 м)
- Ояма-Мицуминэ (935 м)